# Coula (insecten)
Coula is een geslacht van haften (Ephemeroptera) uit de familie Leptophlebiidae.

## Soorten
- Coula fasciata